# Ricardo Cabot
Pour les articles homonymes, voir Cabot.
Ricardo Cabot est un joueur espagnol de hockey sur gazon né le 7 février 1949.

## Biographie
Ricardo Cabot a participé aux Jeux olympiques de 1976, 1980 et de 1984. Il remporte la médaille d'argent à Moscou.